# Robert de Cornegrue
Robert de Cornegrue, né à Quesnay et  mort le  9 décembre 1480, est un évêque de Séez  du XVe siècle.  

## Biographie
Robert de Cornegrue est pénitencier de l'église de Séez lorsqu'il reçoit la crosse pastorale des suffrages de ses confrères, après la mort de Jean d'Escars. Guillaume d'Estouteville, cardinal archevêque de Rouen, confirme sa nomination le 23 août 1454. Robert visite l'abbaye d'Almenêches la même année  et donne quelques statuts pour la réforme de graves abus qui s'y sont introduits. On voit  Robert Cornegrue ordonner que toutes les religieuses demeurent dans la maison, qu'elles mangent toutes ensemble, an moins les fêtes et les dimanches, qu'on ne nourrit plus au milieu du réfectoire, ni poules ni oies, ni porcs, ni autres animaux; qu'une jeune religieuse demeure toujours avec une ancienne chargée de veiller sur sa conduite, et qu'enfin, personne ne sort du monastère sans la permission de l'abbesse.
Robert en 1455  assiste à la levée solennelle du corps de saint Vincent Ferrier faite à Vannes par le cardinal Alain de Coétivy, évêque d'Avignon et de Dol, légat en France. Robert, pour réparer la faute attribuée à Jean de Pérusse, son prédécesseur, qui avait soumis tout le temporel de son évêché à la juridiction du duc d'Alençon, fait différents voyages à la cour de France et y défend les droits de son église. Le duc d'Alençon était alors Jean III qui, pour diverses conspirations, est deux fois condamné à mort, et termine ses jours dans la grosse tour du Louvre. 
En 1477, Robert Cornegrue autorise le cardinal d'Estouteville à résigner son évêché  à Étienne Goupillon, mais pendant que le cardinal fait les démarches nécessaires, Robert lui substitue un certain Hugues Jacques, évêque de Sidon, de qui Etienne Goupillon extorque, en 1478, l'aliénation de l'évêché de Séez pour lequel il obtient des bulles du pape Sixte IV. 
Robert révoque alors sa délégation par l'ordre de Louis XI qui lui permet d'en faire une autre en faveur de Gilles de Laval, doyen du Mans. 